# Моше Шамір
Моше Шамір (івр. משה שמיר; *15 вересня 1921, Цфат, Палестина — †20 серпня 2004) — ізраїльський письменник, драматург і критик, громадський і політичний діяч. 
Моше Шамір вважається одним із найвидатніших ізраїльських письменників сучасності.

## Джерело
- «Всесвіт» № 12 за 1995 рік (Спеціальний ізраїльський випуск), стор. 99-113